# Winter Quarters Bay

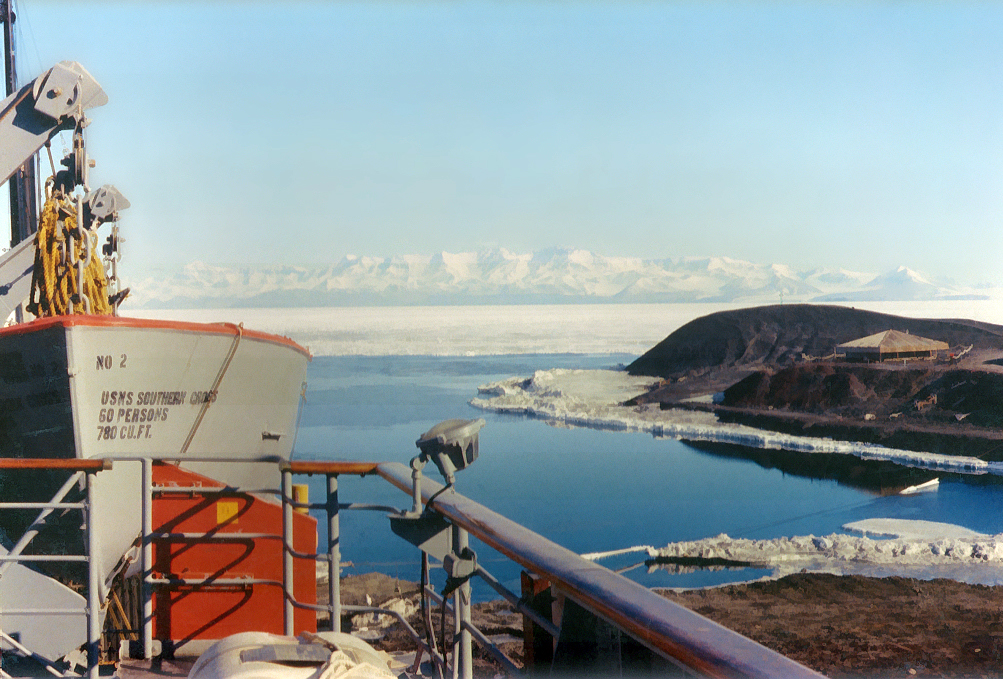
Foto atual da enseada Winter Quarters Bay.

Winter Quarters Bay é uma pequena enseada localizada no estreito de McMurdo, a leste da Península Hut Point, na Antártida. Situada a cerca de 3 500 km ao ao sul da Nova Zelândia é o porto mais meridional do Oceano Antártico.
Medindo cerca de 250 m largura atinge uma profundidade de até 33 metros. Ela leva este nome pelo fato do navio RRS Discovery que deu nome a Expedição Discovery também conhecida como Expedição Antártica Nacional Britânica (1901-1904) liderada por Robert Falcon Scott ter passado dois invernos ancorados no local.
A Estação McMurdo base científica que pertence aos Estados Unidos está instalada no local.